# صموئيل هنري أرمسترونغ
صموئيل هنري أرمسترونغ هو سياسي كندي، ولد في 9 أبريل 1855 في كندا، وتوفي في أبريل 1916 في بريسبريدج في كندا. حزبياً، نشط في حزب أونتاريو المحافظ التقدمي. وقد انتخب عضو برلمان مقاطعة أونتاريو.